# Smittoidea hyalina
Smittoidea hyalina är en mossdjursart som beskrevs av Gordon 1984. Smittoidea hyalina ingår i släktet Smittoidea och familjen Smittinidae. Inga underarter finns listade i Catalogue of Life.